# Movelier
Movelier (ancien nom allemand : Moderswil) est une commune suisse du canton du Jura.